# ナンス郡 (ネブラスカ州)
座標: 北緯41度23分 西経97度59分 / 北緯41.39度 西経97.99度
ナンス郡（英: Nance County）は、アメリカ合衆国のネブラスカ州にある郡。2000年時点の人口は4,038人で、郡庁所在地はフラートン (Fullerton)。
ネブラスカ州のナンバープレートで、ナンス郡の車両は最初の数字が58になっている。これは1922年にナンバープレートの制度を確立した際、ナンス郡の車両登録台数が州内の郡のなかで58番目に多かったからである。

## 歴史
ナンス郡は1879年に組織され、ネブラスカ州知事のアルビヌス・ナンスにちなんで名付けられた。

## 地理
アメリカ合衆国国勢調査局によると、この郡は総面積1,160 km2 (448 mi2) である。このうち1,143 km2 (441 mi2)が陸地で、17 km2 (7 mi2) が川や湖などの水地域である。総面積のうちの1.50%が水地域となっている。

### 隣接する郡
- ブーン郡（北）
- プラット郡（北東）
- メリック郡（南）
- ハワード郡（南西）
- グリーリー郡（北西）

## 人口動静

2000年国勢調査時の郡の人口ピラミッド

2000年の国勢調査によると、ナンス郡には4,038人、1,577世帯、及び1,107家族が暮らしている。人口密度は4/km2 (9/mi2) で、2/km2 (4/mi2) の平均的な密度に1,787軒の住居が建っている。この郡の人種の構成は白人98.39%、先住民0.37%、アジア系0.05%、黒人（アフリカ系アメリカ人）と太平洋諸島系はおらず、その他の人種0.45%、及び混血0.74%で、1.14%の人々がヒスパニックまたはラテン系である。
ナンス郡に住む1,577世帯のうち、32.80%は18歳未満の子どもと暮らしており、60.50%は夫婦で生活している。5.60%は未婚の女性が世帯主であり、29.80%は家族以外の住人と同居している。27.60%は独居で、全世帯の13.80%は65歳以上の独居老人世帯である。1世帯あたりの平均人数は2.49人であり、家庭の場合は3.05人である。
郡の住民は27.90%が18歳未満の子どもで、18歳以上24歳以下が6.80%、25歳以上44歳以下が23.60%、45歳以上64歳以下が22.00%、および65歳以上が19.70%となっている。平均年齢は40歳である。女性100人に対して男性は104.20人いて、18歳以上の女性100人に対しては男性は101.90人いる。
郡の世帯ごとの平均収入は31,267米ドルで、家族ごとでは38,717米ドルである。男性の25,349米ドルに対して女性は19,044米ドルの平均的な収入がある。この郡の一人当たりの収入 (per capita income) は16,886米ドルである。総人口の13.10%、家族の10.20%は貧困線以下である。18歳未満の子どもの17.20%及び65歳以上の9.30%は貧困線以下の生活を送っている。

## 都市および村
- ベルグレード (en:Belgrade, Nebraska)
- フラートン (en:Fullerton, Nebraska)
- ジェノア (en:Genoa, Nebraska)

## 郡区
- ビーヴァー (en:Beaver Township, Nance County, Nebraska)
- シーダー (en:Cedar Township, Nance County, Nebraska)
- コットンウッド (en:Cottonwood Township, Nance County, Nebraska)
- カウンシル・クリーク (en:Council Creek Township, Nance County, Nebraska)
- イースト・ニューマン (en:East Newman Township, Nance County, Nebraska)
- フラートン (en:Fullerton Township, Nance County, Nebraska)
- ジェノア (en:Genoa Township, Nance County, Nebraska)
- ループ・フェリー (en:Loup Ferry Township, Nance County, Nebraska)
- プレーリー・クリーク (en:Prairie Creek Township, Nance County, Nebraska)
- サウス・ブランチ (en:South Branch Township, Nance County, Nebraska)
- ティンバー・クリーク (en:Timber Creek Township, Nance County, Nebraska)
- ウエスト・ニューマン (en:West Newman Township, Nance County, Nebraska)